# Øyvind Berg
Øyvind Berg (Aurskog-Høland, 10 marzo 1971) è un ex saltatore con gli sci norvegese.
È marito della fondista Ella Gjømle, a sua volta sciatrice nordica di alto livello.

## Biografia
Nato a Løken di Aurskog-Høland, in Coppa del Mondo esordì il 7 marzo 1990 a Örnsköldsvik (59°) e ottenne il primo podio il 13 marzo 1991 a Trondheim (3°).
In carriera prese parte a due edizioni dei Giochi olimpici invernali, Albertville 1992 (35° nel trampolino normale, 34° nel trampolino lungo) e Lillehammer 1994 (52° nel trampolino normale, 17° nel trampolino lungo, 4° nella gara a squadre) e a una dei Campionati mondiali, Falun 1993 (22° nel trampolino normale).

## Palmarès

### Mondiali juniores
- 2 medaglie:
  - 1 argento (gara a squadre a Saalfelden 1988)
  - 1 bronzo (gara a squadre a Vang/Hamar 1989)

### Coppa del Mondo
- Miglior piazzamento in classifica generale: 23º nel 1991
- 3 podi (1 individuale, 2 a squadre):
  - 1 secondo posto (a squadre)
  - 2 terzi posti (1 individuale, 1 a squadre)